# Alberto Valsecchi
Alberto Valsecchi (Bergamo, 26 febbraio 1937) è un ex calciatore italiano, di ruolo attaccante.

## Carriera
Cresciuto nell'Atalanta, con la maglia del Padova gioca due stagioni. Nella stagione di Serie A 1961-1962 colleziona 10 presenze. Nella stagione di Serie B 1962-1963 totalizza 4 presenze.
Debutta con i biancoscudati il 17 settembre 1961 nella partita Lanerossi Vicenza-Padova (1-0). Veste per l'ultima volta la maglia biancoscudata in occasione della partita Cagliari-Padova (0-0) del 14 ottobre 1962.